# La guerra del cittadino Joe
La guerra del cittadino Joe (Joe) è un film del 1970 diretto da John G. Avildsen.

## Trama
Il dirigente pubblicitario Bill Compton, sua moglie Joan e la figlia Melissa sono una famiglia benestante dell'Upper East Side di New York. Melissa vive con il suo fidanzato tossicodipendente e spacciatore. Dopo che Melissa ha un'overdose ed è stata ricoverata in ospedale, Compton si reca all'appartamento del fidanzato per recuperare le sue cose. In un impeto di rabbia, affronta e uccide il fidanzato. Per camuffare l'atto come una rapina, Compton prende una borsa piena di droga e la nasconde in macchina. Per calmarsi, beve un drink in un bar lì vicino, dove sente l'operaio Joe Curran inveire sul suo odio per gli hippy. Compton sbotta dicendo di averne appena ucciso uno. Joe reagisce favorevolmente, ma Compton dice che era uno scherzo. 
Qualche giorno dopo, Joe legge un servizio su uno spacciatore trovato ucciso a pochi isolati dal bar. Chiama Compton e lo incontra. Inizialmente Compton teme che Joe stia tentando di ricattarlo, ma Joe gli assicura di ammirare Compton per aver ucciso un tossicodipendente e uno spacciatore. Mentre bevono insieme, i due uomini trovano un'intesa, nonostante l'iniziale disagio di Compton. Qualche giorno dopo, Compton e sua moglie organizzano una cena a casa di Joe mettendo in imbarazzo la coppia e dove Joe mostra a Compton la sua collezione di armi.
Melissa scappa dall'ospedale e torna all'appartamento di famiglia, dove sente i suoi genitori discutere dell'omicidio. Affronta il padre dicendo: "Cosa vuoi fare, uccidere anche me?". Compton cerca di trattenerla, ma lei si libera fuggendo dall'abitazione.
Joe e Compton la cercano per strada e incontrano un gruppo di hippy in un bar nel centro di Manhattan. Quando Compton dice agli hippy di avere della droga, vengono invitati nel loro appartamento, dove tutti si drogano e le ragazze fanno sesso con Compton e Joe. I ragazzi poi scappano con la borsa di droga di Compton e i portafogli di Joe e Compton. Joe picchia una delle ragazze finché lei non gli dice che i loro amici passano spesso del tempo in una comune del nord dello stato. Joe e Compton si recano alla comune in auto, con Joe che porta i fucili. Una volta alla comune, Joe inizia a sparare agli hippy e incita Compton a unirsi a lui. Compton inizialmente è shockato dallo scoppio di violenza di Joe, ma quando Compton finalmente lo fa, uccide inconsapevolmente la propria figlia.

## Paralleli con eventi di cronaca
Dieci settimane prima che La guerra del cittadino Joe venisse rilasciato negli Stati Uniti avvenne un reale omicidio di massa a Detroit, Michigan, con dinamiche molto simili a quelle rappresentate nel climax del film. Il 7 maggio del 1970, un lavoratore delle ferrovie, Arville Douglas Garland insofferente verso i giovani e la cultura hippy, entrò in un dormitorio universitario uccidendo quattro ragazzi, tra cui sua figlia, insieme al fidanzato di lei e due loro amici.
Poco prima dell'inizio del processo, il giudice Joseph A. Gillis vide Joe e propose alla giuria, compresa l'accusa e la difesa, di vedere il film prima dell'udienza per poi escludere scrupolosamente dal prendere parte al processo tutti coloro che avevano risposto affermativamente di averlo visto. Proibì inoltre a tutti gli altri colleghi e presenti di vederlo o anche solo di discutere con qualcuno che lo avesse visto. A conclusione del processo, Garland ricevette una pena leggera, nonostante avesse con sé altre armi da fuoco con numerose munizioni e avesse ammesso che, se non fosse stato fermato, avrebbe continuato a uccidere altri ragazzi all'interno del dormitorio come da sua intenzione.
Prima della sentenza definitiva, Garland ricevette diverse centinaia di lettere da parte di altri genitori da tutto il paese che esprimevano solidarietà nei suoi confronti e ammirazione per quanto aveva fatto. Come è stato riportato, anche dopo diverse settimane dalla sentenza, non venne recapitata nemmeno una singola lettera scandalizzata o di condanna per quanto avvenuto.